# Liste des œuvres publiques du 10e arrondissement de Paris

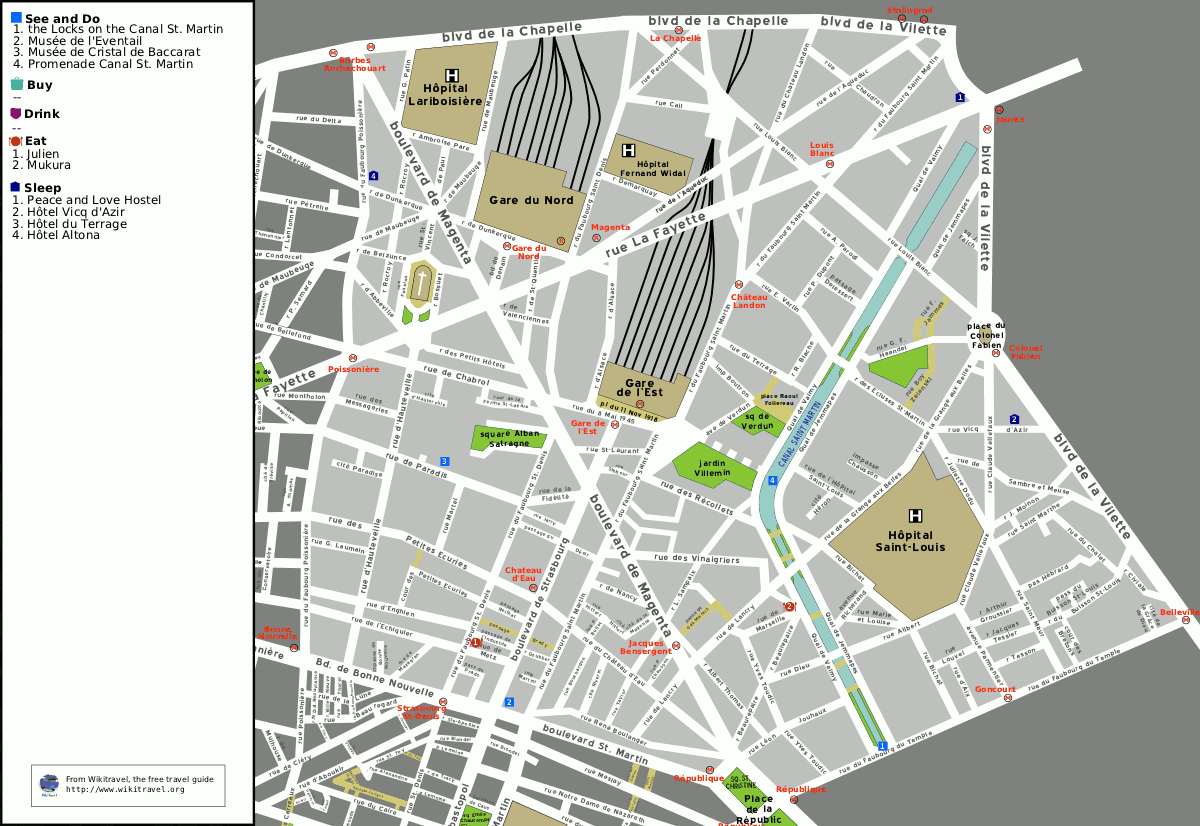
Plan du 10e arrondissement de Paris.

Cet article tente de recenser les principales œuvres d'art public du 10e arrondissement de Paris, en France.

## Liste
- La Fraternité, Jules Dalou, (1885, salle des mariages de la mairie du 10e arrondissement, haut-relief) ;
- Buste de Frédérick Lemaître, Pierre Granet (1898, square Frédérick-Lemaître) ;
- Le Monde en marche, Fabien Chalon (2008, gare du Nord, installation vidéo)[1] ;
- Monument au baron Taylor, ? (? place Johann-Strauss) ;
- Buste de Johann Strauss[2], (? place Johann-Strauss) ;
- Porte Saint-Denis, bas-reliefs de Michel Anguier représentant les victoires militaires de Louis XIV sur le Rhin et en Franche-Comté ;
- Porte Saint-Martin, bas-reliefs de Pierre Le Gros l'aîné, Gaspard Marsy, Étienne Le Hongre et Martin Desjardins représentant les victoires militaires de Louis XIV sur le Rhin et en Franche-Comté ;
- Portrait de Saint-Vincent-de-Paul, Yvaral (1987, mur pignon de l'immeuble du 105 rue du Faubourg-Saint-Denis, installation en lames d'aluminium) ;
- façade de la mairie (sculptures achevées en 1906) :
  - Les Parfums, Eugène Ernest Chrestien,
  - Le Théâtre, Gaston Veuvenot Leroux,
  - La Passementerie, Henri Barrau,
  - La Verrerie, Louis Demaille,
  - La Broderie, Emmanuel de Moncel de Perrin,
  - La Céramique, Raoul Larche,
  - L’Orfèvrerie, Jean Carlus,
  - Les Fleurs artificielles, Julien Caussé.
- Maternité (sculpture), Georges Lucien Vacossin (es) (1931, place Dulcie-September) ;
- Frère et sœur (sculpture), Louis Albert-Lefeuvre (1897, square Saint-Laurent) (disparue) ;
- La Réconciliation (sculpture), Élie-Jean Vézien (1935, square Saint-Laurent) ;
- Faune aux enfants, (sculpture), Yvonne Serruys, (1911, 52 rue Louis Blanc)[3].
- À Albert Camus, Michel Poix, rue Albert-Camus